# هلموت هالر
هلموت هالر (به آلمانی: Helmut Haller) بازیکن فوتبال و مهاجم اهل آلمان است که از سال ۱۹۵۸ میلادی عضو تیم ملی فوتبال آلمان بوده‌است. وی در ۳۳ بازی ملی حضور داشته است و آخرین بازی ملی خود را در سال ۱۹۷۰ میلادی انجام داد. هلموت هالر در بازی‌های ملی‌اش ۱۳ گل به ثمر رساند. او یکی از گلزنان فینال جام جهانی 1966 مقابل انگلستان بود.